# Baritonoboe

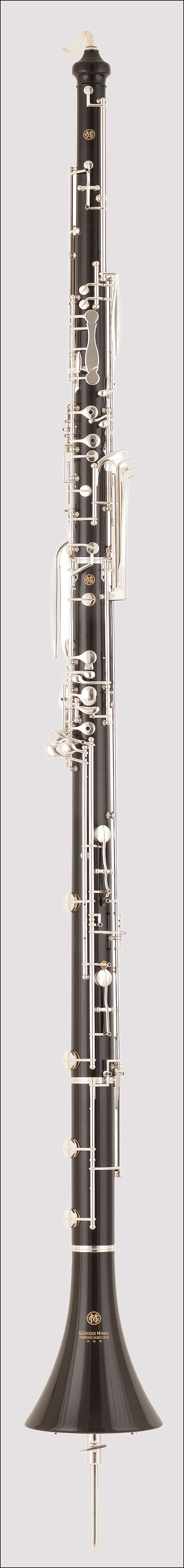
Bassoboe (Gebr. Mönnig)

Die Baritonoboe oder Bassoboe ist ein Doppelrohrblattinstrument in der Familie der Holzblasinstrumente.
Sie ist etwa doppelt so groß wie eine normale Oboe und klingt eine Oktave tiefer, also in Tenorlage. Sie hat einen tiefen, vollen Klang und hat Ähnlichkeiten mit dem höher gestimmten Englischhorn. Sie wird transponierend im Violinschlüssel notiert, der Klang ist dabei eine Oktave tiefer als die Notation. Die tiefste Note ist ein H2, B2 oder auch A2. Der Mundstückbogen (S-Bogen genannt) führt vom Instrument zuerst vom Spieler weg und führt erst dann zum Spieler. Es ist also einem Fragezeichen ähnlich – nicht so wie beim Englischhorn.

## Geschichte
Die frühe Baritonoboe ähnelt eher einem Fagott. Der Franzose François Lorée entwarf 1889 die Form, die man heute kennt.
Während Frederick Delius in Paris war (Ende 19. Jahrhundert), wurde das Instrument bekannter. Als dann Delius nach England zurückkehrte, interessierten sich einige englische Komponisten für die Baritonoboe. Für einige Verwirrung sorgte ein weiteres Instrument, das Heckelphon, das ebenfalls etwa in dieses Register gehört. Es wurde vom Fagotthersteller Wilhelm Heckel um 1904 entwickelt, ist weiter mensuriert und hat dadurch einen kräftigeren Klang als die Baritonoboe, welche im Klang dem Englischhorn ähnlicher ist.
Es ist in englischen Kompositionen dieser Zeit also nicht immer klar, welches Instrument nun gemeint ist, wenn der Komponist eine Stimme für Baritonoboe oder Bassoboe schrieb.

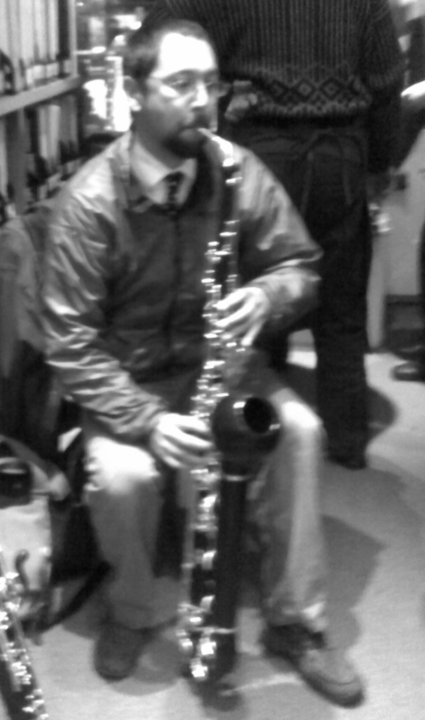
Das von Guntram Wolf entwickelte Lupophon

Ein ähnliches Instrument, das Lupophon, wurde von Guntram Wolf entwickelt. Er beschrieb es als die neue Bassoboe. Dieses Instrument ähnelt vom Aussehen eher einem Saxophon und reicht bis F2. Der Name leitet sich vom Namen des Erfinders (lupus (lat.) = Wolf) ab.

## Soli
Das Instrument wurde nur selten als Soloinstrument eingesetzt. Das bisher einzige Solo für Baritonoboe ist Die Ostküste vom englischen Komponist Gavin Bryars. Das Werk schrieb er 1994 für den kanadischen Oboisten Lawrence Cherney, welcher eine F.-Lorée-Baritonoboe besitzt.
Robert Moran schrieb das Stück Survivor From Darmstadt, für neun verstärkte Bassoboen. Es wurde von der Oboistin Nora Post in Auftrag gegeben und 1984 uraufgeführt.
Weiter gibt es mindestens eine Sonate für Baritonoboe und Piano von Simon Zaleski.
In Gustav Holsts The Planets wird das Instrument für besondere Effekte verwendet, welche sonst mit keinem Instrument bewerkstelligt werden können. Von matten Abschnitten bis zu chromatischen „Explosionen“ wird vom Spieler einiges gefordert. Die Bassoboe hat auch im ersten Interludium von Sir Michael Tippetts Tripel-Konzert markante Abschnitte. Ein weiteres wichtiges Solo ist im zweiten Satz von Thomas Adès Asyla zu finden.
Mit dem verbesserten Bau der Baritonoboe gibt es auch die Möglichkeit, Quartette in der Besetzung Oboe, Englischhorn, Tenoroboe, Fagott (oder ein anderes Bassinstrument wie zum Beispiel Violoncello) aufzuführen. In dieser Besetzung lassen sich sogar romantische Streichquartette adaptieren.

## Hersteller
Das Instrument wurde immer wieder von unterschiedlichen Herstellern produziert. Lorée hat das Instrument als erstes hergestellt und ist noch immer der führende Hersteller. Weitere Hersteller sind Marigaux, Rigoutat, Fossati und seit 2011 auch Gebrüder Mönnig in Kooperation mit Ludwig Frank von Frank & Meyer Berlin.
Meistens wird es nur auf Bestellung gefertigt, der Preis übersteigt dabei oft den eines teuren Englischhorns.
Vereinzelt wurden auch Kontrabassoboen hergestellt. Diese waren aber niemals so erfolgreich, da sie sich im selben Register wie das viel bekanntere Fagott befinden.

### Hörbeispiele
- Baritonoboe Audiodateien (Christopher Raphael)